# 因泰尔维堡
因泰尔维堡（義大利語：Castiglione d'Intelvi）曾是意大利科莫省的一个市镇。总面积4平方公里，人口997人，人口密度249.3人/平方公里（2009年）。ISTAT代码为013060。
2018年1月1日，因泰尔维堡和另外两个市镇合并为新的中因泰尔维谷市镇。